# باول وايلي
باول وايلي (بالإنجليزية: Paul Wylie) هو متزلج فني أمريكي، ولد في 28 أكتوبر 1964 في دالاس في الولايات المتحدة.

## وصلات خارجية
- باول وايلي على موقع أوليمبيديا (الإنجليزية)